# Vitalis Pașa
Victor Marie Vitalis Pașa (n. 13 decembrie 1825 la Constantinopol -  1899) a fost un militar otoman și francez care, după ce s-a angajat în Legiunea străină, a fost numit general de divizie în armata Imperiului Otoman și a sfârșit prin a fi pașă de Constantinopol.

## Biografie
După copilăria petrecută la Constantinopol, tânărul Nikolaos Vitalidis, fiu al unui hamal, s-a angajat la Alger, la 2 iunie 1844, în Legiunea Străină sub numele de Victor Marie Vitalis. A servit ca simplu legionar în al doilea regiment străin de infanterie.  La 14 august 1844, a participat la lupta de la oued-ul Isly.
A fost promovat în gradul de caporal, la 5 octombrie 1844. Citat în urma luptei de la Yahya ben Taled, din 2 iunie 1846, a fost numit caporal furier la 26 februarie și sergent furier la 16 aprilie. La sfârșitul primului contract, s-a întors la Constantinopol, cu gradul de sergent.
Reangajat la 29 octombrie 1849, în Regimentul 1 străin, Vitalis și-a reluat rapid galoanele, a fost promovat sergent-major la 1 septembrie 1851 și a avansat în rândul ofițerilor, cu titlul străin, la 11 iunie 1845.
A făcut campania în Algeria, apoi în Crimeea. Citat la Bătălia de la Inkerman, a fost rănit de un glonț la coapsă, la Sevastopol. A fost promovat la gradul de locotenent la 15 mai 1855. Revenit în Algeria, la 21 iunie 1856,a fost afectat în Regimentul al 2-lea străin și a luat parte, la 24 iunie 1857 la Bătălia de la Ischeriden, în timpul căreia a fost rănit de un glonț la gamba dreaptă. Dar firea lui vioaie, realismul, darul limbilor străine (Vitalis vorbea curent greaca, bulgara, rusa, turca, araba și franceza), precum și înclinarea spre critica delăsării și relelor decizii i-au atras dușmănia mareșalului Bazaine.
Din 3 iunie până în 8 august 1859, în cursul campaniei din Italia, a fost promovat căpitan. Trimis în Mexic cu regimentul străin, l-a reîntâlnit pe mareșalul Bazain care îl detesta, însă acest lucru nu l-a împiedicat să ceară și să obțină naturalizarea franceză la 8 iunie 1867.
Sfârșitul Războiului Ruso-Turc din 1877-1878, a condus la reuniunea Congresului de la Berlin. Puterile participante la congres au avut ca sarcină, între altele, să numească, pentru „a ajuta” sultanul la administrarea Rumeliei Orientale (provincie a Imperiului Otoman cu majoritate bulgară), un guvernator civil și un guvernator militar, care trebuiau să fie de religie creștină, dar nebulgari, pentru a nu favoriza desprinderea Rumeliei Orientale de Imperiul Otoman și alipirea acesteia la Bulgaria proaspăt autonomă.

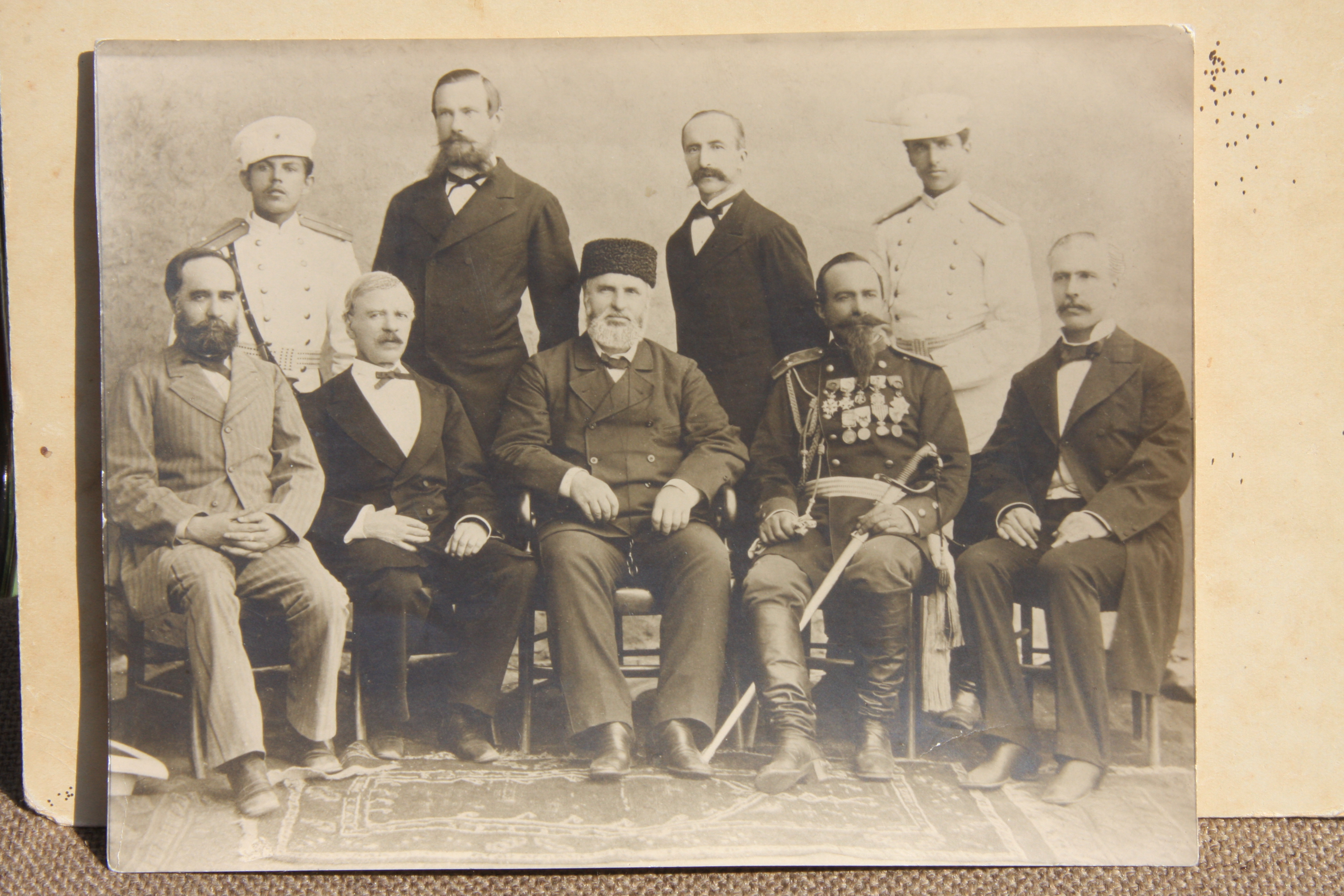
Prințul Alecu Vogoride (centru), Vitalis Pașa (cu medalii) cu ceilalți membri ai Directoriului Rumeliei orientale în 1879 la Philippopoli.

Prințul Vogoridis (Alecu Vogoride), descendent de fanariot, a fost numit guvernator civil, de comun acord cu sultanul și cu patriarhul de la Constantinopol. Pentru postul de guvernator militar, însărcinatul cu afaceri francez l-a propus pe Vitalis, care prezenta avantajul, în raport cu alți candidați susținuți de celelalte puteri, prin cunoașterea limbilor locale și era totodată supus (altfel spus: cetățean) al Imperiului Otoman și creștin ortodox.
Candidatura i-a fost reținută și, ținând cont de importanța postului care i-a fost atribuit, Congresul l-a ridicat la gradul de general, iar sultanul i-a conferit titlul de pașa. Ajuns la Philippopoli (azi Plovdiv), capitala provinciei, a organizat o miliție destinată menținerii ordinii după plecarea trupelor rusești. A rămas în Rumelia Orientală doi ani, administrând cu eficacitate țara, dar luptând contra intrigilor rusești și bulgărești care vizau absorbirea provinciei de către Bulgaria. I-a reprimat cu violență pe comitagiii bulgari care luptau pentru unitatea tării lor, dar a înțeles repede că separarea voită de Congresul de la Berlin nu era sustenabilă și, înlocuit fiind după doi ani de proconsulat la Philippopoli, a revenit la Constantinopol unde Sultanul l-a luat ca ajutor de campament și l-a numit comandant al armatei turce și pașa de Constantinopol, însărcinat cu reorganizarea jandarmeriei. A fost promovat general de divizie. În acest nou post s-a izbit din nou de inerția personalului căruia trebuia să-i schimbe modul de a servi, în mod radical.
Rumelia Orientală și-a proclamat unirea cu Bulgaria în 1888 și aceasta a fost recunoscută în 1908.
Vitalis Pașa s-a pensionat în 1890, având o mare avere, și a murit la Constantinopol (azi Istanbul), înconjurat de soția sa și de cei nouă copii legitimi ai săi (legenda îi atribuie încă vreo treizeci de copii, nelegitimi, peste tot, pe unde a trecut, din Mexic în Crimeea, inclusiv la Paris).
Strălucitor, curajos și eficace, dar oportunist lipsit de orice ideal, Vitalis Pașa, în pofida „colecției sale de medalii”, a fost uitat în Grecia (a servit Imperiul Otoman), în Turcia (era membru al milletului creștinilor ortodocși, și a luptat contra musulmanilor în Algeria), în Mexic (era un străin membru al unui corp de armată de ocupație) și mai mult în Bulgaria; în Franța, pe care a servit-o cel mai mult, mai este păstrat în memorie.